# Vellezzo Bellini
Vellezzo Bellini (lombardul: Vlèss) település Olaszországban, Lombardia régióban, Pavia megyében. Lakosainak száma 3394 fő (2023. január 1.). Vellezzo Bellini Battuda, Certosa di Pavia, Marcignago, Rognano és Giussago községekkel határos.

## Népesség
A település lakossága az elmúlt években az alábbi módon változott:
| Lakosok száma | 3299 | 3328 | 3394 |
|               | 2017 | 2018 | 2023 |